# صانب (يافع)

تعديل مصدري - تعديل

صانـب هي إحدى قرى عزلة لبعوس بمديرية يافع التابعة لمحافظة لحج، بلغ تعداد سكانها 1364 نسمة حسب تعداد اليمن لعام 2004.